# Bondeval
Bondeval és un municipi francès situat al departament del Doubs i a la regió de Borgonya - Franc Comtat. L'any 2007 tenia 463 habitants.

## Demografia

### Població
El 2007 la població de fet de Bondeval era de 463 persones. Hi havia 190 famílies de les quals 40 eren unipersonals (16 homes vivint sols i 24 dones vivint soles), 65 parelles sense fills, 65 parelles amb fills i 20 famílies monoparentals amb fills.
La població ha evolucionat segons el següent gràfic:
Habitants censats

### Habitatges
El 2007 hi havia 203 habitatges, 192 eren l'habitatge principal de la família, 3 eren segones residències i 8 estaven desocupats. 191 eren cases i 11 eren apartaments. Dels 192 habitatges principals, 159 estaven ocupats pels seus propietaris, 26 estaven llogats i ocupats pels llogaters i 6 estaven cedits a títol gratuït; 2 tenien una cambra, 8 en tenien dues, 24 en tenien tres, 54 en tenien quatre i 103 en tenien cinc o més. 180 habitatges disposaven pel capbaix d'una plaça de pàrquing. A 76 habitatges hi havia un automòbil i a 103 n'hi havia dos o més.

### Piràmide de població
La piràmide de població per edats i sexe el 2009 era:
| Homes | Edats   | Dones |
| ----- | ------- | ----- |
| 0     | 95 o +  | 0     |
| 0     | 90 a 94 | 0     |
| 0     | 85 a 89 | 8     |
| 0     | 80 a 84 | 4     |
| 4     | 75 a 79 | 12    |
| 4     | 70 a 74 | 8     |
| 8     | 65 a 69 | 8     |
| 28    | 60 a 64 | 8     |
| 12    | 55 a 59 | 16    |
| 20    | 50 a 54 | 24    |
| 28    | 45 a 49 | 12    |
| 20    | 40 a 44 | 20    |
| 12    | 35 a 39 | 20    |
| 16    | 30 a 34 | 12    |
| 4     | 25 a 29 | 20    |
| 4     | 20 a 24 | 0     |
| 28    | 15 a 19 | 4     |
| 16    | 10 a 14 | 8     |
| 20    | 5 a 9   | 24    |
| 0     | 0 a 4   | 0     |

## Economia
El 2007 la població en edat de treballar era de 312 persones, 227 eren actives i 85 eren inactives. De les 227 persones actives 207 estaven ocupades (111 homes i 96 dones) i 20 estaven aturades (12 homes i 8 dones). De les 85 persones inactives 36 estaven jubilades, 26 estaven estudiant i 23 estaven classificades com a «altres inactius».

### Ingressos
El 2009 a Bondeval hi havia 195 unitats fiscals que integraven 452,5 persones, la mediana anual d'ingressos fiscals per persona era de 20.397 €.

### Activitats econòmiques
Dels 5 establiments que hi havia el 2007, 2 eren d'empreses de construcció, 1 d'una empresa de comerç i reparació d'automòbils, 1 d'una empresa de transport i 1 d'una empresa d'hostatgeria i restauració.
Dels 2 establiments de servei als particulars que hi havia el 2009, 1 era una fusteria i 1 electricista.
L'any 2000 a Bondeval hi havia 4 explotacions agrícoles.

## Poblacions més properes
El següent diagrama mostra les poblacions més properes.